# Castro Caldelas
Castro Caldelas là một đô thị trong tỉnh Ourense, thuộc vùng Galicia ở tây bắc Tây Ban Nha.
Diện tích 87,6 km². Dân số 1.769 người (INE 2005).